# Li Shuang
Li Shuang (jedn. kineski 李爽) (Li je prezime) (Siping, 14. srpnja 1978.) je kineska hokejašica na travi. 
Od velikih natjecanja, sudjelovala je na OI 2004. u Ateni, na kojima je igrala na svim susretima, postigavši tri pogotka, osvojivši s Kinom četvrto mjesto, izgubivši susret za brončano odličje od Argentinki.

## Vanjske poveznice
- Podatci